# 八方山站
八方山站（规划名为长沙市政府站），位于中华人民共和国湖南省长沙市岳麓区金星路与杜鹃路交叉口地下，是长株潭城际铁路上的火车站，于2017年12月26日启用，由广州铁路集团管辖。预计将来会与长沙地铁9号线八方山站换乘。

## 车站历史
- 2017年12月26日，八方山站随长株潭城际铁路西延段开通正式启用[2]。

## 车站结构
该站位于金星路与杜鹃路交叉口，杜鹃路地下，呈东西向布置。

### 站场
| 地下 一层 | 站厅、售票机、公安值班室、卫生间、出入口 | 站厅、售票机、公安值班室、卫生间、出入口  | 站厅、售票机、公安值班室、卫生间、出入口 |
| 地下 二层 |                                          | 长株潭城际铁路列车往湘潭/株洲南（观沙岭） |                                          |
| 地下 二层 | 岛式月台，右边车门将会开启               |                                           |                                          |
| 地下 二层 | 长株潭城际铁路列车往長沙西（谷山）       |                                           |                                          |

## 车站周边
- 长沙市政府
- 岳麓区政府
- 地铁 
 9号线八方山站(9号线乃在規劃中)

## 外部連結
- 中国铁路客户服务中心（页面存档备份，存于）